# Fekete repülőkutya

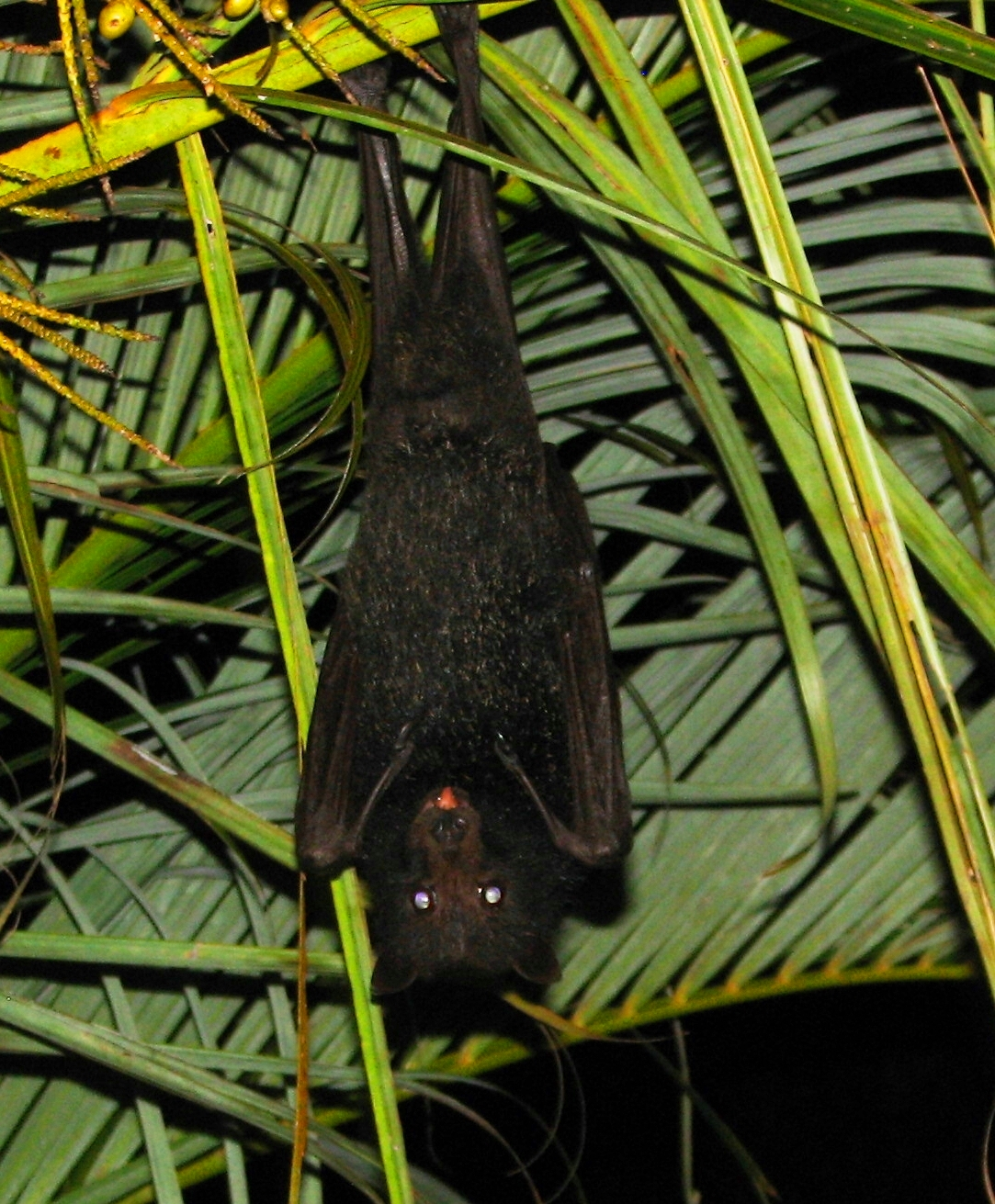

A fekete repülőkutya, vagy más néven füstös repülőkutya (Pteropus alecto) az emlősök (Mammalia) osztályának a denevérek (Chiroptera) rendjéhez, ezen belül a nagydenevérek (Megachiroptera) alrendjéhez és a repülőkutyafélék (Pteropodidae) családjához tartozó nagy méretű faj.

## Elterjedése, élőhelye
A fekete repülőkutya széles körben elterjedt faj az indonéziai szigetvilágban és Ausztrália északi részén. Elterjedési területe Jáva szigetétől keletre a Kis-Szunda-szigeteken és Celebeszen keresztül egészen Új-Guinea déli részéig tart, továbbá előfordul Ausztrália északi és keleti partvidéke mentén egy hosszú sávban is.
Elsősorban esőerdőkben, bambuszerdőkben és partmenti mangrovemocsarakban él.

## Alfajai
- Pteropus alecto alecto
- Pteropus alecto aterrimus
- Pteropus alecto gouldi
- Pteropus alecto morio

Korábban egy hasonló fajt írtak le a Torres-szorosi szigetek közé tartozó Moa-szigetről. Ezt Torres-szorosi repülőkutyának nevezték, tudományos neve Pteropus banakrisi volt. Mára bebizonyosodott, hogy ez a faj nem létezik, a fekete repülőkutya fiatal egyedeit vélték ennek a fajnak.

## Megjelenése
Viszonylag nagy testű denevérfaj. Ausztrália legnagyobb denevére.
Az állat hossza 24-26 centiméter, vitorlafesztávolsága 100 centiméter; testtömege 500-980 gramm.
Rövid szőrökből álló fekete bundája van, nyakán vöröses árnyalatú szőrmegallért visel.
A vitorla lényegesen hosszabb és szélesebb, mint a legtöbb rovarevő denevéré, igen alkalmas a lendületes repülésre; felmelegedés és alvás közben a repülőkutya beburkolózik a több helyen ízülettel ellátott vitorlába. Hátsó lábán öt ujj van. Karmai hosszúak; alkalmasak az ágakon való csüngésre és a nagy gyümölcsökön történő megkapaszkodásra táplálkozás közben. Az állat egy vagy mindkét lábán is képes függeszkedni. A hallása fejlett; a repülőkutya nősténye hangjáról is felismeri kölykét. A repülőkutya éjjel röptében nem használ ultrahangos bemérőrendszert, hanem remek látására hagyatkozik.

## Életmódja
A repülőkutya kolóniákban él, alkonyatkor és pirkadatkor a legaktívabb.
A nappalt a mangrovefák lombozatában függeszkedve alvással tölti.
Kolóniái olykor meglepően nagyok, néha 30.000 állatból is állhatnak. Olykor más repülőkutyafajokkal vegyesen alakít ki pihenőkolóniát.
Tápláléka nektárból és vadon termő gyümölcsfélékből áll, de olykor haszonnövények gyümölcsét is fogyasztja, mindenekelőtt a mangó, és a füge a kedvence.
Este nagy csapatokban hagyják el alvóhelyüket, hogy táplálkozni induljanak. Akár 50 kilométeres távolságba is elrepülnek táplálék után kutatva.
Körülbelül 15 évig él.

## Szaporodása
Az ivarérettséget 1-2 éves korban éri el. A párzási időszak az időjárás függvényében eltérő időpontban lehet. Ausztrália déli részén a születések zöme október és március hónapok között megy végbe, míg Ausztrália északi részén elsősorban júliusban és augusztusban születik sok kölyök.
A párzási időszakban a hímek a kolónián belül egy nagyjából egyméteres átmérőjű revírt alakítanak ki, és itt párzanak a nőstényekkel.
Egy hónapos korukig a nőstény bundájába kapaszkodó kicsinyét mindenhová magával cipeli, ezután viszont a kölyök növekvő súlya miatt anyja a kolóniában hagyja éjszakánként, míg ő táplálék után jár.
A kölykök két hónapos korában kerül sor életük első repülési kísérletére, de a kolóniát csak három hónapos korukban hagyják el először, hogy önállóan keressenek táplálékot maguknak.

## Természetvédelmi helyzete
Mivel olykor a gyümölcsültetvényeken is megjelenik és ott kárt okoz, kártevőként néhol intenzíven irtják.
Elterjedési területe egyes részein (például Celebesz szigetén) húsa miatt is vadásszák. Az élőhelyét jelentő erdőségeket is irtják többfelé.
Mindezek ellenére ma még elég gyakori faj, így a Természetvédelmi Világszövetség Vörös Listáján a „nem veszélyeztetett” kategóriába van besorolva.

## Rokonai
A fekete repülőkutya eléggé elkülönül a Pteropus nemen belül a többi fajtól, a Pteropus alceto fajcsoport egyetlen fajaként.

## Fordítás
- Ez a szócikk részben vagy egészben  a   Schwarzer Flughund című német Wikipédia-szócikk fordításán alapul.  Az eredeti cikk szerkesztőit annak laptörténete sorolja fel. Ez a jelzés csupán a megfogalmazás eredetét és a szerzői jogokat jelzi, nem szolgál a cikkben szereplő információk forrásmegjelöléseként.

## Külső hivatkozások
- A faj adatlapja az Animal Diversity Web honlapján
- További információk és képek az Arkive.org honlapján